# Wilhelm Wohlfahrt
Wilhelm Wohlfahrt (* 1. Juni 1880 in Aschersleben; † 4. Oktober 1966 in Stuttgart) war ein deutscher Industrieller, der zu den „großen Pionieren der deutschen Photoindustrie“ zählt.

## Leben
Nach dem Besuch des Realgymnasiums im anhaltischen Bernburg (Saale) schlug Wilhelm Wohlfahrt eine kaufmännische Ausbildung ein, die ihn nach Laufach in den Spessart verschlug. Um die Jahrhundertwende fand er eine Anstellung bei den Nettel-Camerawerken, aus denen 1919 die Contessa-Nettel-AG Stuttgart hervorging. Als es 1926 durch den Zusammenschluss mehrerer Kamerawerke zur Zeiss Ikon AG in Dresden kam, wechselte Wohlfahrt als deren Direktor und Vorstandsmitglied nach Dresden.
Anfang April 1935 wurde Wilhelm Wohlfahrt neuer stellvertretender Präsident der Industrie- und Handelskammer (IHK) in Dresden. Nach auf eigenen Wunsch erfolgter Abberufung des bisherigen Präsidenten der IHK Dresden und Leiters der Wirtschaftskammer Sachsen, Bankdirektor Zimmermann, wurde Wilhelm Wohlfahrt durch Hjalmar Schacht zu Zimmermanns Nachfolger ernannt, nachdem er bereits am 10. Mai 1936 diese Ämter angetreten hatte. Der Kaufmann Reinhard Lorenz stand ihm bei beiden Ämtern als Stellvertreter zur Seite. Mit ihm gemeinsam war er 1938 Mitglied des Aufsichtsrates der Sächsischen Bank, dessen Vorsitzender er war.
Auf der Arbeitstagung „Die sächsische Wirtschaft und der zweite Vierjahresplan“ der Wirtschaftskammer Sachsen, Abteilung Industrie, Anfang Januar 1937 im Hygiene-Museum in Dresden sprach Wohlfahrt besonders über das Streben nach wirtschaftlicher Autarkie Sachsens und gab die Gründung eines Beirates für den neuen Vierjahresplan in Sachsen mit Vertretern aus Wissenschaft, Industrie und Technik bekannt.
1940 wurde Wilhelm Wohlfahrt als Wehrwirtschaftsführer bezeichnet. Unmittelbar nach der sowjetischen Besetzung Dresdens übernahm er als kaufmännischer Direktor 1945 die Betriebsleitung, wurde aber bereits nach etwa einem Monat entlassen.
Bis Juni 1966 war er Erster Vorsitzender der Gesellschaft für Angewandte Wirtschaftsforschung e. V., Tübingen. Außerdem war er langjähriger Vorsitzender des Verkehrsvereins Stuttgart.

## Ehrungen
- Ehrensenator der Eberhard Karls Universität Tübingen
- Ernennung zum Dr. rer. pol. h. c.